# Mohsen Rahmani
Pour les articles homonymes, voir Rahmani.
Mohsen Rahmani Beiragh, né le 7 mars 1989 à Téhéran, est un coureur cycliste iranien.

## Palmarès et résultats

### Palmarès sur route
- 2010
  - 4e étape du Milad De Nour Tour

### Classements mondiaux
| Année         | 2010 |
| ------------- | ---- |
| UCI Asia Tour | 208e |

### Palmarès sur piste
- 2019
  -  Champion d'Iran de poursuite par équipes (avec Amir Hossein Jamshidian, Mohammad Rajablou et Mehdi Bidram Gorgabi)
  - 2e du championnat d'Iran de l'omnium